# 藝術體裁
艺术体裁（genre，此英文字及其讀法源自法文），是指藝術創作上，區分並統述多項特質相同的作品的方法。例如文學、繪畫、音樂、建築、電影、電子遊戲等藝術領域，均有其相同、相近及特有的不同類型。其又可稱為體裁、種類、分類、類別、分門、門類等。類型可以按作品的布局、架構、形式、風格、流派等方式來分類。所有的作品都可以說是參與和反映類型的例子。
体裁是模糊的分類方式，沒有固定界線，其往往由成規、慣例所形成。一件作品可以橫跨多種類型。

## 子流派
兩個屬於同一流派的作品仍然可能偏重不同的方向，此時他們即屬於兩種不同的子流派。舉例來說，比一般奇幻故事有著更黑暗更驚悚的故事的作品屬於黑暗奇幻流派，相較之下故事內容著重魔法劍或巫師的作品則屬於劍與魔法流派。

## 各种艺术体裁
- 文學
  - 文類，即文學分類
  - 文學流派
- 繪畫
  - 繪畫類型
    - 漫畫類型
- 雕塑
  - 雕塑類型
- 音樂
  - 音樂類型
- 舞蹈
  - 舞蹈分類
- 手工藝
- 戲劇
  - 戲劇類型
- 攝影
  - 攝影類型
- 電影
  - 片種
- 設計
  - 設計類型
- 建築學
- 電子遊戲
  - 電子遊戲類型

## 參閱
- 藝術
- 藝術類型列表

## 延伸閱讀
- Sullivan, Ceri (2007) 'Disposable elements? Indications of genre in early modern titles', Modern Language Review 102.3, pp. 641–53
- Pare, Anthony.  "Genre and Identity."  The Rhetoric and Ideology of Genre: Strategies for Stability and Change.  Eds. Richard M. Coe, Lorelei Lingard, and Tatiana Teslenko.  Creskill, N.J. Hampton Press, 2002.